# Geologia della zona del Grand Canyon

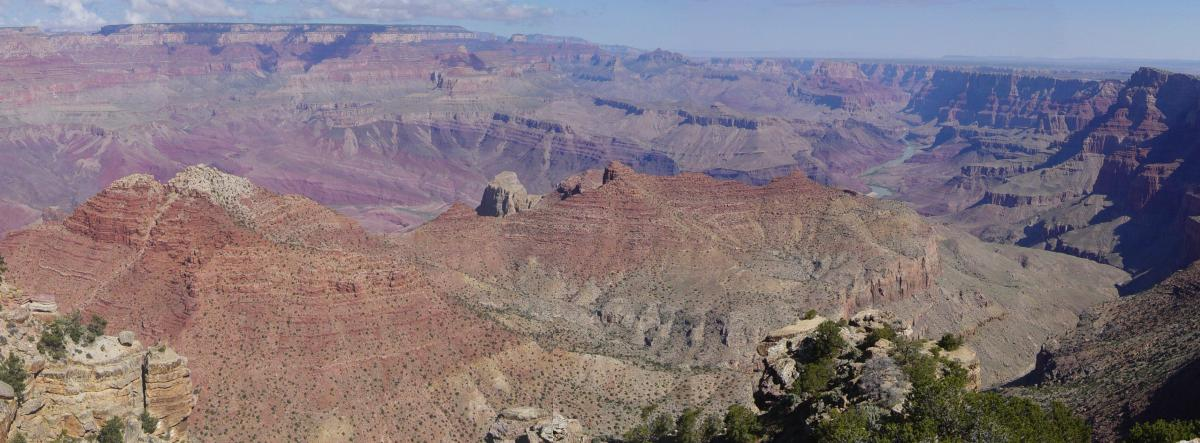
Il Grand Canyon dal Navajo Point. Il fiume Colorado è a destra e a sinistra in lontananza si può vedere il Bordo Settentrionale. È visibile anche quasi ogni strato sedimentario descritto in questo articolo.

La geologia della zona del Grand Canyon espone una delle sequenze di roccia più complete di qualsiasi altro luogo, rappresentando un periodo di quasi due miliardi di anni della storia della Terra in quella parte del Nord America. I principali strati di roccia sedimentaria esposti nel Grand Canyon e nella zona del Parco nazionale del Grand Canyon oscillano per età da duecento milioni a quasi due miliardi di anni. La maggior parte furono depositati in mari caldi e poco profondi e vicino a coste marine antiche e da tempo scomparse. Sono rappresentati sia sedimenti marini che terrestri, incluse dune sabbiose fossilizzate derivanti da un deserto estinto.
Il sollevamento della regione iniziò circa settantacinque milioni di anni fa nell'orogenesi laramide, un evento di formazione montuosa che è in gran parte responsabile della creazione delle Montagne Rocciose a est. Il sollevamento accelerato iniziò diciassette milioni di anni fa quando si stavano formando gli Altopiani del Colorado (sui quali è situata la zona). In totale si stima che questi strati furono sollevati di 3.000 m, il che permise al fiume Colorado di scavare il suo canale nei quattro altopiani che costituiscono la zona. Ma il canyon non iniziò a formarsi fino a 5,3 milioni di anni fa quando il Golfo di California si aprì e abbassò così il livello di base del fiume (il suo punto inferiore) da quello dei grandi laghi interni al livello del mare.
Climi più umidi portati dalle ere glaciali a partire da due milioni di anni fa aumentarono molto l'escavazione del Grand Canyon, che entro 1,2 milioni di anni fa era profondo quasi come ora. Inoltre circa due milioni di anni fa l'attività vulcanica iniziò a depositare cenere e lava sulla zona. Almeno tredici grandi colate di lava fecero da diga al Colorado, formando enormi laghi profondi fino a 600 m e lunghi 160 km. I quasi 40 strati rocciosi identificati e le quattordici principali discontinuità (intervalli nella serie
geologica) del Grand Canyon formano una delle sequenze di roccia più studiate del mondo.

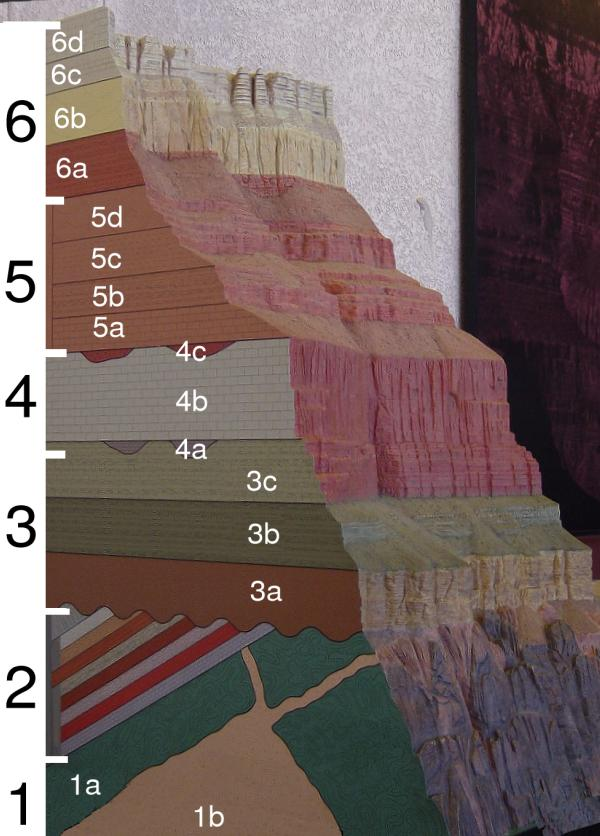
Figura 1. Una sezione geologica trasversale del Grand Canyon. I numeri neri corrispondono ai numeri delle sottosezioni nella sezione 1 e i numeri bianchi si riferiscono al testo

## Deposizione di sedimenti
Alcuni termini importanti: una formazione geologica è un'unità di roccia che ha uno o più letti sedimentari, e un membro è un'unità minore di una formazione. I gruppi sono serie di formazioni collegate in modi significativi, e un supergruppo è una sequenza di gruppi e di formazioni solitarie collegati verticalmente. I vari tipi di discontinuità sono intervalli nella serie geologica. Tali intervalli sono dovuti ad un'assenza di deposizione o ad un'erosione successiva che rimuove le unità di roccia.

### Gruppo di Visnù
Il Gruppo di Visnù (Vishnu Group) ebbe i suoi inizi circa 2 miliardi di anni fa nell'eone precambriano quando centinaia di metri di cenere, fango, sabbia e silt furono deposte in un bacino di avantarco poco profondo, simile al moderno Mar del Giappone. Durante questo periodo temporale il bacino era tra la Laurentia (proto-Nord America/Europa) e una cintura orogenetica di montagne e vulcani in un arco insulare non dissimile dall'odierno Giappone. Da 1,8 a 1,6 miliardi di anni fa gli archi insulari dello Yavapai e poi del Mojave si scontrarono e si aggregarono al cratone del Wyoming del proto-continente nordamericano. Questo processo di tettonica a zolle compresse e aggregò i sedimenti marini sulla Laurentia. Essenzialmente gli archi insulari urtarono contro il continente in crescita e i sedimenti marini nel mezzo furono schiacciati insieme e sollevati fuori dal mare.
Questa è la roccia metamorfica ora esposta in fondo al canyon nella Gola Interna (Inner Gorge). I geologi chiamano questo strato di colore scuro, tempestato di granato, lo Scisto di Visnù (Vishnu Schist). Combinato con gli altri scisti di questo periodo, il Brahma e il Rama, costituisce il Gruppo di Visnù (vedi 1a nella figura 1). Non sono stati trovati fossili identificabili in questi strati, ma le lenti di marmo ora visibili in queste unità erano probabilmente derivate da colonie di alghe primitive.
Il Gruppo di Visnù fu intruso da bolle di magma che risalirono da una zona di subduzione al largo della costa non più tardi di 1,66 miliardi di anni fa. Questi plutoni si raffreddarono lentamente per formare il Granito di Zoroastro (Zoroaster Granite) (visibile come fasce di color chiaro nello Scisto di Visnù, più scuro; vedi 1b nella figura 1). Una parte di questa roccia alla fine fu metamorfosata in gneiss. L'intrusione del granito avvenne in tre fasi: due durante l'iniziale metamorfismo del Visnù, e una terza intorno a 1,5 miliardi di anni fa. Questa terza fase fu accompagnata dalla formazione di faglie geologiche su larga scala, in particolare lungo faglie nord-sud che causarono la formazione di una serie di fratture (rifting), e una probabile disgregazione del continente.
Studi della sequenza di rocce mostrano che il Gruppo di Visnù subì almeno due periodi di formazione di montagne per orogenesi. Queste orogenesi crearono i Monti Mazatzal alti da 8 a 10 km (orogenesi Yavapai-Mazatzal). Questa era una catena montuosa altissima, probabilmente alta quanto o più della moderna Himalaya. Poi, per oltre 500 milioni di anni, l'erosione strappò via gran parte dei sedimenti esposti e delle montagne. Ciò ridusse quest'altissima catena a piccole colline alte poche decine di metri, lasciando una notevole discontinuità angolare. Le pendici della montagna, un tempo sepolte in profondità, erano tutto ciò che rimaneva dei Monti Mazatzal quando il mare invase di nuovo.
Durante il tardo periodo cretacico o il primo periodo terziario la zolla tettonica di Farallon subì una subduzione sotto la costa occidentale della placca nordamericana causando una forza compressiva in tutta la regione, che si risolse in un sollevamento e nella formazione dell'Altopiano del Colorado.

### Supergruppo del Grand Canyon
Nel tardo periodo precambriano, l'estensione da una grande zolla tettonica o da zolle più piccole che si allontanavano dalla Laurenzia assottigliò la sua crosta continentale, formando grandi bacini di rift (questa formazione di fratture in definitiva non riuscì a spaccare il continente). Alla fine, una regione della Laurenzia che andava almeno dall'attuale Lago Superiore al Glacier National Park nel Montana fino al the Grand Canyon e ai Monti Uinta fu invasa da un braccio di mare poco profondo, il "Sundance Sea". Il risultante Supergruppo del Grand Canyon di unità sedimentarie è composto di nove variegate formazioni, che furono deposte in questo mare da 1.250 a 825 milioni di anni fa. Lo spessore totale del sedimento e della lava depositati era di ben oltre 3 km. Gli affioramenti del Supergruppo del Grand Canyon appaiono in parti della Gola Interna e in alcuni dei canyon tributari più profondi.
La sezione più antica del supergruppo è il Gruppo di Unkar (Unkar Group) (un gruppo è una serie di due o più formazioni che sono collegate in modi rilevanti). Fu deposto in un ambiente al largo della costa.
- Calcare di Bass (Bass Limestone) (età media 1.250 milioni di anni) – L'azione delle onde erose la terra, creando una ghiaia che più tardi litificò in un conglomerato basale. questa formazione è nota come il Membro Hotauta del Calcare di Bass. La formazione del Calcare di Bass fu depositata in un mare poco profondo vicino alla costa come una miscela di calcare, arenaria e argillite. È spessa da 40 a 100 m e di colore grigio. Questo è lo strato più antico esposto nel Grand Canyon che contenga fossili—stromatoliti.
- Argillite di Hakatai (Hakatai Shale) (età media 1.200 milioni di anni) – L'Argillite di Hakatai è fatta di sottili letti di mudstone, arenarie e argilliti non derivati dal mare. Questa formazione indica una regressione (ritirata) di breve durata del litorale marino nella zona, che lasciò secche fangose. Oggi è di un rosso-arancione molto intenso e dà il nome al Red Canyon.
- Quarzite di Shinumo (Shinumo Quartzite) – Questa formazione era una resistente arenaria marina che più tardi nel periodo cambriano formò delle isole. Quelle isole opposero resistenza all'azione delle onde abbastanza a lungo per essere riseppellite da altri sedimenti nel periodo cambriano. In seguito fu metarmofosata in quarzite.
- Arenaria di Dox (Dox Sandstone) (età media 1.190 milioni di anni) – Una formazione poco profonda fatta di arenaria di origine oceanica con alcuni letti di argillite interstratificati e mudstone. Solchi ondulati e altre caratteristiche indicano che era vicina al litorale. Affioramenti di questa formazione dal rosso all'arancione si possono vedere nella parte orientale del canyon. In questo strato si trovano fossili di stromatoliti e alghe.
- Lava di Cardenas (Cardenas Lava) (età da 1.250 a 1.100 milioni di anni) – Si tratta della formazione più giovane del Gruppo di Unkar ed è fatta di strati di rocce basaltiche marrone scuro che fluirono come lava spessa fino a 300 m.

La Formazione di Nankoweap (Nankoweap Formation) ha un'età media di 1.050 milioni di anni e non fa parte di un gruppo. Questa unità di roccia è fatta di arenaria a grana grossa, e fu depositata in un mare poco profondo in cima alla superficie erosa della Lava di Cardenas. Il Nankoweap è esposto solo nella parte orientale del canyon. Un intervallo nella serie geologica, una discontinuità, segue il Nankoweap.
Tutte le formazioni del Gruppo di Chuar (Chuar Group) (età circa da 1.000 a 825 milioni di anni) furono depositati in ambienti di mare costiero e poco profondo.
- Formazione di Galeros (Galeros Formation) – Una formazione principalmente verdastra composta di arenaria, calcare e argillite interstratificati con una parte dell'argillite che varia di colore oscilla dal rosso al porpora. Nel Galeros si trovano stromatoliti fossilizzate.
- Formazione di Kwagunt (Kwagunt Formation) – Il Kwagunt consiste di argillite nera e di mudstone dal rosso al porpora con un po' di calcare. Sacche isolate di arenaria rossastra si trovano anche intorno a Carbon Butte. In questo strato si trovano stromatoliti.
- Formazione di Sixtymile (Sixtymile Formation) – Il Sixtymile è fatto di arenaria di colore marrone rossiccio con qualche piccola sezione di argillite.

Circa 800 milioni di anni fa il supergruppo fu inclinato di 15° e il blocco fagliò nell'orogenesi del Grand Canyon. Alcune unità del blocco si spostarono verso il basso e altre verso l'alto, mentre il movimento di faglia creò delle catene montuose a blocchi fagliati con direzione nord-sud. Ebbero luogo circa 100 milioni di anni di erosione che spazzò via la maggior parte del Gruppo di Chuar insieme a parte del Gruppo di Unkar (esponendo la Quarzite di Shinumo come spiegato in precedenza). Le catene montuose furono ridotte a colline e, in alcuni luoghi, tutti i 3.700 m del supergruppo furono interamente rimossi, esponendo il sottostante Gruppo di Visnù. Questo creò ciò che il geologo John Wesley Powell chiamò la Grande Discontinuità (Great Unconformity), essa stessa uno dei migliori esempi al mondo di non conformità (una discontinuità con unità stratificate di roccia che riposano sopra rocce ignee o metamorfiche). In tutto circa 250 milioni di anni della storia geologica della zona furono persi nella Grande Discontinuità. Buoni affioramenti del Supergruppo del Grand Canyon e della Grande Discontinuità si possono vedere nella porzione a monte della Gola Interna.

### Gruppo del Tonto
Quando l'oceano iniziò a ritornare nella zona 550 milioni di anni fa nel Cambriano, cominciò contestualmente a depositare le tre formazioni del Gruppo del Tonto (Tonto Group) mentre la linea di costa si spostava verso est:
- Arenaria di Tapeats (Tapeats Sandstone) (età media 545 milioni di anni) – Questa formazione è fatta di sabbia e conglomerato a grana da media a grossa, derivati dalle scogliere, che furono depositati su un antico litorale (vedi 3a nella figura 1). Segni ondulati sono comuni nei membri superiori di questo strato marrone scuro, a letti sottili. Nel Tapeats sono stati trovati anche fossili e prove di impronte di trilobiti e brachiopodi. Oggi è un cliff-former (letteralmente «formatore di strapiombi», una formazione rocciosa a strati i cui affioramenti hanno angoli con forti pendenze), spesso da 75 a 90 m.
- Argillite di Bright Angel (Bright Angel Shale) (età media 530 milioni di anni) – Il Bright Angel è fatto di argillite a mudstone interstratificata con piccole sezioni di arenaria e calcare scistoso con alcuni sottili letti di dolomite. Fu depositato per la maggior parte come fango appena al largo della costa, e contiene fossili di brachiopodi, trilobiti e vermi (vedi 3b nella figura 1). Il colore di questa formazione è per la maggior parte di varie sfumature di verde con alcune parti dal brunastro-marrione rossiccio al grigio. È uno slope-former (letteralmente «formatore di pendii», una formazione rocciosa a strati i cui affioramenti presentano angoli con deboli pendenze), spesso da 100 a 120 m.
- Calcare di Muav (Muav Limestone) (età media 515 milioni di anni) – Il Muav è fatto di calcare grigio a strati sottili, che fu depositato più lontano al largo della costa come precipitato di carbonato di calcio (vedi 3c nella figura 1). È povero di fossili, ma in esso sono stati trovati trilobiti e brachiopodi. La parte occidentale del canyon ha una sequenza di Muav molto più spessa della parte orientale.[7] Il Muav è un cliff-former, spesso da 80 a 120 m.

Queste tre formazioni furono deposte lungo un periodo di 30 milioni di anni dal primo al medio periodo cambriano. Fossili di trilobiti e vermi scavatori sono comuni in queste formazioni. Sappiamo che la linea di costa stava trasgredendo (avanzando sulla terra) perché materiale di qualità più fine fu depositato in cima a sedimenti di grana più grossa. Oggi il Gruppo del Tonto costituisce la Piattaforma del Tonto (Tonto Platform) vista in precedenza e che segue il Colorado con l'Arenaria di Tapeats e il Calcare di Muav che formano strapiombi, e l'Argillite di Bright Angel che forma pendii. Diversamente dalle unità paleozoiche sottostanti, i letti del Gruppo del Tonto riposano fondamentalmente nella loro originaria posizione orizzontale. L'Argillite del Bright Angel nel gruppo forma un aquiclude (barriera al filtraggio della falda acquifera verso il basso), e così raccoglie e indirizza l'acqua attraverso il sovrastante Calcare di Muav per alimentare le sorgenti nella Gola Interna.

### Temple Butte, Redwall, e Surprise Canyon
I successivi due periodi della storia geologica, l'Ordoviciano e il Siluriano, sono mancanti dalla sequenza geologica del Grand Canyon. I geologi non sanno se i sedimenti furono depositati in questi periodi e furono più tardi rimossi dall'erosione o se non furono mai depositati fin dall'inizio. In un modo o nell'altro, questa interruzione nella storia geologica della zona segna una discontinuità di circa 165 milioni di anni.
I geologi sanno che durante questo periodo furono scavati dei profondi canali in cima al Calcare di Muav. La causa probabile furono dei torrenti, ma la colpa potrebbe essere del dilavamento marino. In un modo o nell'altro, queste depressioni furono riempite di calcare d'acqua dolce circa 350 milioni di anni fa nel Medio Devoniano, in una formazione che i geologi chiamano il Calcare di Temple Butte (vedi 4a nella figura 1). Il Marble Canyon nella parte orientale del parco mostra bene questi canali riempiti dal colore purpureo. Il Calcare di Temple Butte è un cliff-former nella parte occidentale del parco dove è costituito da dolomite con colori che vanno dal grigio al crema. In questa formazione si trovano fossili di animali con colonne vertebrali, squame ossee di pesci d'acqua dolce nella parte orientale e numerosi fossili di pesci marini nella parte occidentale. Una discontinuità segna la cima di questa formazione. Il Temple Butte è spesso da 80 a 120 m.
La successiva formazione nella colonna geologica del Grand Canyon è il Calcare di Redwall, che forma pendii ed è spesso da 140 a 160 m, (vedi 4b nella figura 1). Il Redwall è composto di calcare e dolomite a letti spessi, dal marrone scuro al grigio bluastro, con noduli di selce bianchi mescolati all'interno, e fu deposto in un mare tropicale poco profondo che si stava ritirando vicino all'equatore tra il primo e il medio periodo mississippiano (circa 335 milioni di anni fa). Nel Redwall sono stati trovati molti crinoidi, brachiopodi, briozoi, coralli rugosi, nautiloidi e spugne fossilizzati, insieme ad altri organismi marini quali grandi e complessi trilobiti. Sono state inoltre trovate caverne e archi naturali. Dopo che fu depositata questa formazione, la regione del Grand Canyon venne lentamente sollevata e parte del Redwall superiore fu erosa nel tardo Mississippiano. La superficie esposta del Redwall prende il suo caratteristico colore dall'acqua piovana che gocciola dai suoli rossi del Supai e dell'Argillite di Hermit sovrastanti.
La Formazione del Surprise Canyon (Surprise Canyon Formation) è uno strato sedimentario di argillite rosso-purpurea che fu deposto in letti discontinui sopra il Redwall (vedi 4c nella figura 1). Fu creato da estuari di marea che evolsero nel tardissimo periodo mississippiano e probabilmente nel primissimo pennsylvaniano. Questa formazione, che esiste solo in lenti isolate spesse fino a 12 m, si può raggiungere solamente in elicottero. Rimase ignota alla scienza fino agli anni 80. Una discontinuità segna la cima della Formazione del Surprise Canyon e nella maggior parte dei luoghi questa discontinuità ha interamente rimosso il Surprise Canyon ed esposto il sottostante Redwall.

### Gruppo del Supai
Il Gruppo del Supai (Supai Group) fu depositato nel periodo pennsylvaniano e nel primo permiano in ambienti paludosi e ripariali da sedimento clastico per lo più derivato dalle Montagne Rocciose Ancestrali (l'età media di questo gruppo e di 285 milioni di anni). Il Supai nella parte occidentale del canyon contiene calcare, indicativo di un mare caldo, poco profondo, mentre la parte orientale era probabilmente un delta di fiume fangoso. Questa formazione consiste di siltiti e di argilliti rosse coperte da letti di arenaria di colore marrone rossiccio, che insieme raggiungono uno spessore da 180 a 210 m. Le argilliti nelle formazioni del primo Permiano in questo gruppo furono ossidate in un colore rosso brillante. I Fossili includono impronte di anfibi, rettili, e parecchio materiale vegetale nella parte orientale e quantità crescenti di fossili marini nella parte occidentale. Le formazioni del Gruppo del Supai Group sono (dalla più antica alla più giovane; una discontinuità è presente sulla cima di ciascuna di esse):
- Watahomigi (vedi 5a nella figura 1): calcare grigio con alcune fasce di silice rossa, arenaria e siltite purpurea formanti pendii, spesso da 30 a 50 m.
- Manakacha (vedi 5b nella figura 1): arenaria rosso pallida e argillite rossa formanti strapiombi e pendii, spesso da 60 a 85 m.
- Wescogame (vedi 5c nella figura 1): arenaria e silitite rosso pallide formanti cornici e pendii, spesso da 30 a 70 m.
- Esplanade (vedi 5d nella figura 1): arenaria e silitite rosso pallide formanti cornici e pendii, spesso da 70 a 90 m.[9]

Una discontinuità segna la cima del Gruppo del Supai.

### Hermit, Coconino, Toroweap e Kaibab
Come il sottostante Gruppo del Supai, l'Argillite di Hermit (Hermit Shale) fu depositata in un ambiente paludoso (vedi 6a nella figura 1). L'ossido di ferro, il fango e il silt a letti sottili alternati furono depositati mediante corsi d'acqua dolce in un ambiente semiarido in media 265 milioni di anni fa. In quiesta formazione si trovano fossili di insetti alati, piante conifere e felci, come pure tracce di anfibi e di rettili. Nel canyon è uno slope-former di scisto e mudstone teneri, di colore rosso cupo, il cui spessore va da 49 a 53 m. Lo sviluppo di pendii minaccerà periodicamente le formazioni soprastanti e blocchi di quella roccia, di dimensioni che vanno da quelle di un'automobile a quelle di una casa, crolleranno sulla Piattaforma del Tonto. Una discontinuità segna la cima di questa formazione.
L'Arenaria di Coconino (Coconino Sandstone) si formò quando la zona s'inaridì e dune sabbiose, fatte di sabbia di quarzo puro, invasero un deserto crescente circa 260 milioni di anni fa (vedi 6b nella figura 1). Oggi, è un cliff-former vicino al bordo del canyon, con colori dal bianco dorato al crema, spesso da 115 a 200 m. Nelle sue dune di sabbia fossilizzate si possono vedere modelli eolici (creati dal vento) a laminazione incrociata della sabbia congelata, ben selezionata e arrotondata. Fossilizzate sono anche le tracce di artropodi e di rettili primitivi insieme ad alcune tane. Una discontinuità segna la cima di questa formazione.
Successivamente nella colonna geologica vi è la Formazione di Toroweap (Toroweap Formation), spessa da 60 a 75 m (vedi 6c nella figura 1). Essa consiste di arenaria rosso e gialla e di calcare scistoso grigio interstratificato con gesso che furono depositati in un mare caldo e poco profondo quando il suo litorale trasgredì (invase) e regredì (si ritirò) sulla terraferma (l'età media della roccia è di circa 250 milioni di anni). Nei tempi moderni si tratta di un «formatore di cornici e pendii» che contiene fossili di brachiopodi, coralli e molluschi, insieme ada altri animali e varie piante terrestri. Il Toroweap è diviso nei seguenti tre membri:
- Seligman: arenaria e siltite dal giallastro al rossastro, formanti pendii.
- Brady Canyon: calcare grigio formante strapiombi, con una certa quantità di selce.
- Wood Ranch: siltite rosso e grigio pallido e arenaria dolomitica formanti pendii.

Una discontinuità segna la cima di questa formazione.
Una delle più elevate, e perciò delle più giovani, formazioni visibili nella zona del Grand Canyon è il massiccio Calcare di Kaibab (Kaibab Limestone), spesso da 80 a 110 m (vedi 6d nella figura 1). Importante formatore di pendii a cornice, il Calcare di Kaibab fu deposto nel medio periodo permiano (una media di circa 225 milioni di anni fa) nelle parti più profonde dello stesso mare in fase di avanzamento, caldo e poco profondo, che depositò la sottostante Formazione di Toroweap. Il Kaibab è fatto tipicamente di calcare sabbioso seduto in cima ad uno strato di arenaria, ma in alcuni luoghi l'arenaria e l'argillite sono vicine o in cima alla vetta. Si tratta della roccia tra il bianco crema e il bianco grigiastro sulla quale stanno fermi i visitatori del parco mentre si godono le spettacolari vedute del canyon da entrambi i bordi (alcuni lo chiamano «l'orlo della vasca da bagno del Grand Canyon», a causa del suo aspetto). È anche la superficie rocciosa che copre gran parte dell'Altopiano di Kaibab (Kaibab Plateau) appena a nord del canyon e dell'Altopiano di Coconino (Coconino Plateau) immediatamente a sud. In questa formazione sono stati trovati denti di squalo nonché abbondanti fossili di invertebrati marini come brachiopodi, coralli, molluschi, crinoidi e vermi. Una discontinuità segna la cima di questa formazione.

### Deposizione mesozoica

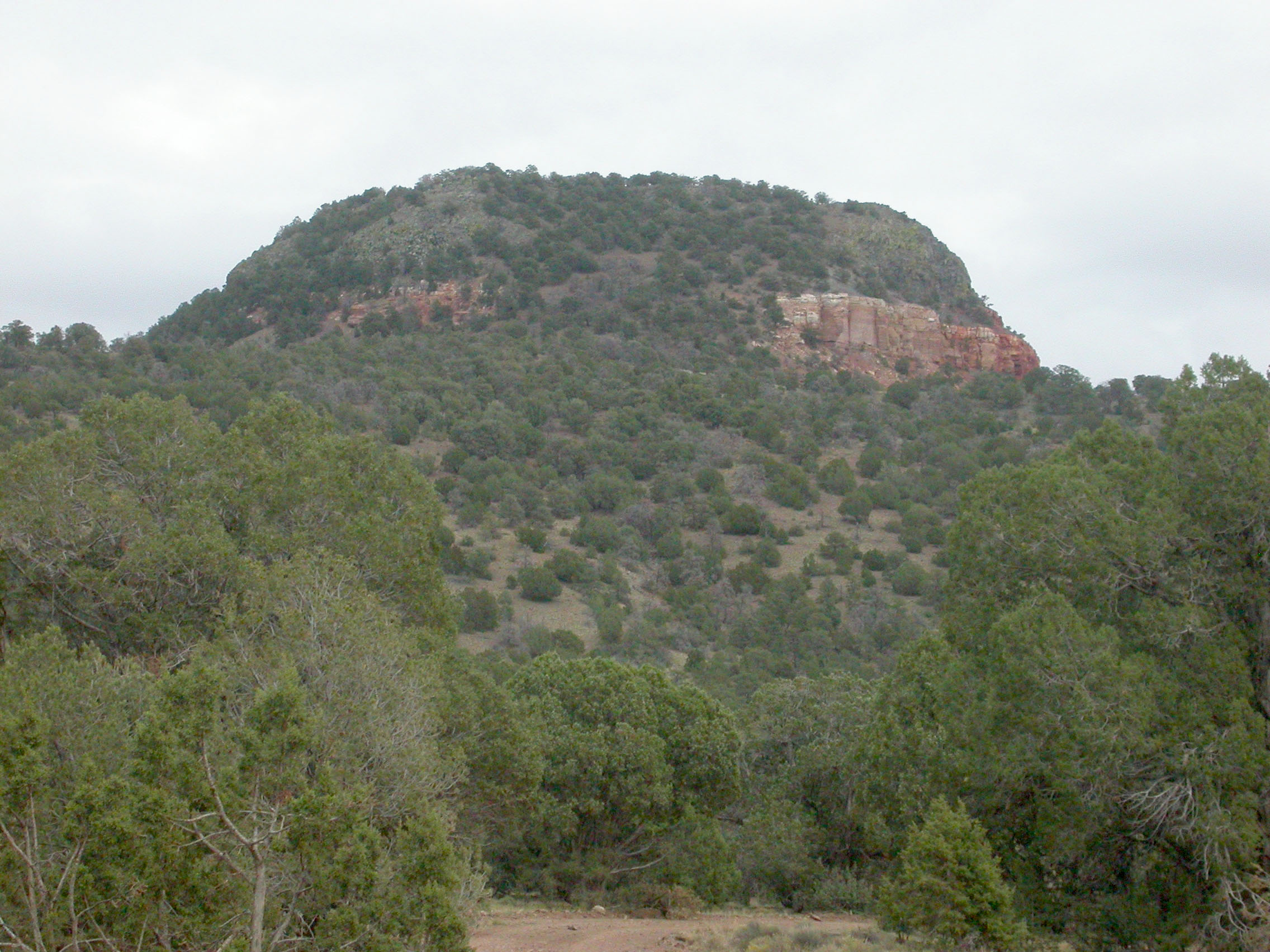
Affioramento rossastro del Moenkopi sotto macerie vulcaniche sul Red Butte

I sollevamenti segnarono l'inizio del Mesozoico e i corsi d'acqua cominciarono a incidere la terra nuovamente arida. Valli ampie e basse depositarono sedimenti erosi dagli altopiani vicini nel periodo triassico creando la Formazione di Moenkopi (Moenkopi Formation) un tempo spessa 300 m. La formazione è fatta di arenaria e argillite con strati di gesso in mezzo. Questa formazione facilmente erosa potrebbe essere stata depositata sopra il bordo del Grand Canyon. Gli affioramenti del Moenkopi si trovano lungo il fiume Colorado nel Marble Canyon, sul Monte Cedar (Cedar Mountain) (una mesa vicino al confine sudorientale del parco) e nel Red Butte (localizzato a sud del Grand Canyon Village). Resti del Conglomerato di Shinarump (Shinarump Conglomerate), esso stesso un membro della Formazione di Chinle (Chinle Formation), sono al di sopra della Formazione di Moenkopi, vicino alla cima del Red Butte, ma sotto una colata lavica molto più giovane.
Formazioni che raggiungevano oltre 1.500 m di spessore furono depositate nella regione nel Mesozoico e nel Cenozoico, ma furono quasi interamente rimosso dalla sequenza del Grand Canyon sequence dall'erosione successiva (vedi sotto). Per approfondimenti su questi strati vedi Geologia della zona di Zion e Kolob e Geologia della zona del Bryce Canyon. Tutte queste unità di rocce insieme formano una supersequenza di roccia nota come la Grande Scalinata (Grand Staircase).

## Creazione del Grand Canyon

### Sollevamento ed estensione circostante

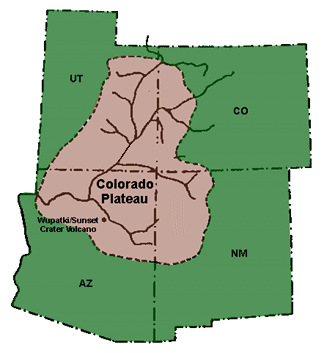
Il sollevamento degli Altopiani del Colorado costrinse i fiumi a scavare più velocemente verso il basso.

L'orogenesi laramide interessò tutto il Nord America occidentale contribuendo a formare la Cordigliera americana (di cui le Montagne Rocciose sono una parte principale). Questo importantissimo evento di formazione di montagne iniziò vicino alla fine del Mesozoico (intorno a 75 milioni di anni fa) e durò fino al primo Cenozoico inoltrato. Un secondo periodo di sollevamenti iniziò 17 milioni di anni fa, creando gli Altopiani del Colorado (Colorado Plateaus) (gli altopiani del Kaibab, del Kanab e dello Shivwits delimitano la parte settentrionale del canyon e il Cococino quella meridionale). Tuttavia, per ragioni scarsamente comprese, i letti degli Altopiani del Colorado rimasero per la maggior parte orizzontali durante entrambi gli eventi, anche se si stima che furono sollevati di 2.700 m. Un'ipotesi suggerisce che l'intero altopiano si sia spostato ruotando in senso orario durante il sollevamento e che questo abbia contribuito a mantenerne la stabilità. Prima del sollevamento la regione dell'altopiano era a circa 300 m sul livello del mare ed era delimitata da alte montagne a sud e ad ovest.
Nel medio periodo terziario (circa 20 milioni di anni fa) forze tensionali (allungamento della crosta) crearono ed espansero faglie nella zona e causarono una qualche moderata attività vulcanica. Ad ovest, queste forze crearono la provincia di Basin and Range formando lunghe faglie in direzione nord-sud lungo le quali i bacini (graben) si abbassarono e le catene montuose (horst) furono sollevate. L'estrema parte occidentale del parco è interessata da una di queste faglie, la Grande Erosione (Grand Wash).

### Il fiume Colorado nasce e scava verso il basso

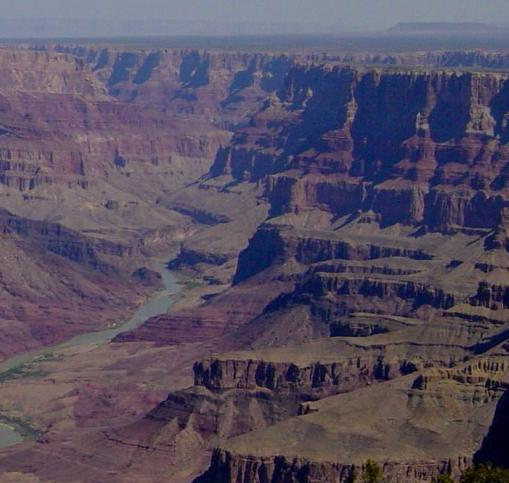
Il fiume Colorado si era interrotto quasi all'attuale profondità del Grand Canyon entro 1,2 milioni di anni fa.

I continui sollevamenti degli Altopiani del Colorado crearono monoclinali e aumentarono anche l'elevazione degli stessi altopiani. Questo accrebbe la pendenza del gradiente dei corsi d'acqua che scorrevano nella provincia degli Altopiani del Colorado. Fino a 5,3 milioni di anni fa il Colorado ancestrale era un fiume senza sbocco sul mare (vedi sotto). Prima di ciò ebbe una serie di livelli base (punti più bassi) temporanei in grandi laghi sugli Altopiani del Colorado nel primo Terziario e probabilmente nel Basin and Range entro il medio Terziario.
L'apertura di un braccio del Golfo di California 5,3 milioni di anni fa cambiò la direzione dei corsi d'acqua vicini verso la regione, che si andava piegando e spaccando. Il sollevamento a monte e il piegamento a valle fecero sì che i corsi d'acqua che fluivano nel golfo scorressero e scavassero in basso molto più velocemente. Ben presto (geologicamente parlando) la cattura delle sorgenti consolidò questi corsi d'acqua in un unico fiume principale e nei canali tributari associati - il moderno sistema di drenaggio del Colorado. Il consolidamento più importante avvenne quando un preesistente fiume separato, che si stava scavando un canale nella Faglia di Sant'Andrea e fino al golfo, catturò probabilmente il Colorado che era privo di sbocchi. L'escavazione della parte orientale del Grand Canyon cominciò anteriormente a tali eventi ma in seguito fu grandemente accelerata e si espanse verso ovest.
Le ere glaciali durante il Pleistocene portarono un più freddo e umido clima pluviale nella regione a partire da 2 a 3 milioni di anni fa. Le accresciute precipitazioni aumentarono il ruscellamento e la capacità erosiva dei fiumi (specialmente a causa dell'acqua di fusione in primavera e delle inondazioni improvvise in estate). Con un volume di flusso notevolmente accresciuto, un gradiente aumentato e un livello di base inferiore, il Colorado scavò più velocemente di quanto avesse mai fatto prima e iniziò rapidamente a scavare il Grand Canyon due milioni di anni prima di adesso, raggiungendo quasi la profondità moderna entro 1,2 milioni di anni fa.

### L'attività vulcanica sbarra il nuovo canyon

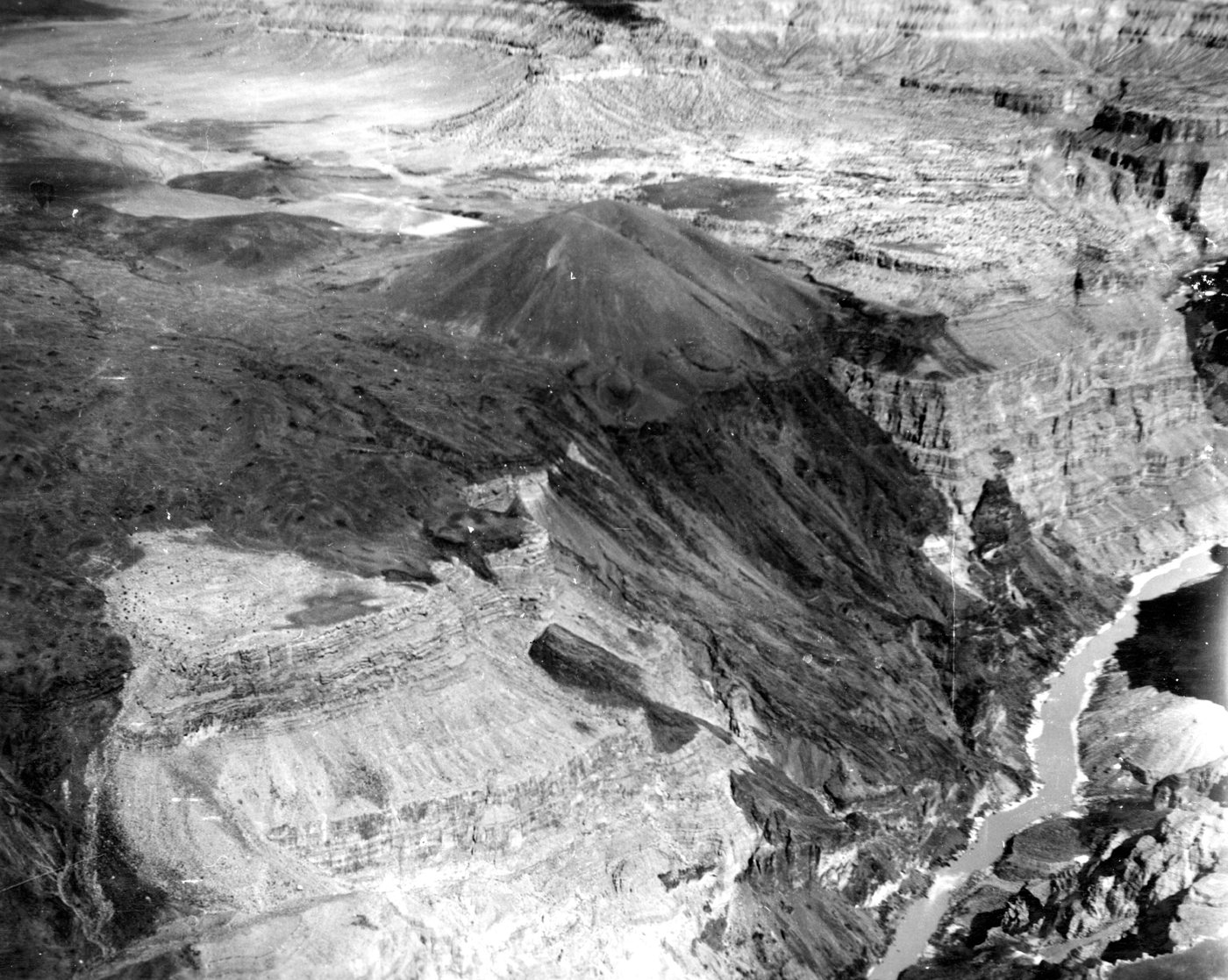
Il Trono del Vulcano (Vulcan's Throne) sopra le Cascate di Lava (Lava Falls). Colate laviche come questo residuo pesantemente eroso un tempo sbarrarono il fiume Colorado.

Nel periodo più tardo del Pleistocene, intorno a due milioni di anni fa, la lava basaltica coprì parte della zona e in alcuni luoghi scese come una cascata lungo i canyon laterali, sbarrando addirittura con una diga la parte occidentale del canyon tra 286 and 302 km nella zona del Monte Trumbull. Il fiume fu sbarrato in questo modo almeno 13 volte da 1,8 milioni a 400.000 anni fa.
Tre di queste dighe di lava erano alte oltre 300 m, formando laghi simili a serbatoi come il Lago Mead o il Lago Powell. Alcuni dei laghi furono per molti anni lunghi oltre 160 km e profondi da 60 a 600 m, prima di scavalcare infine la diga e di eroderne via una gran parte formando massicce cascate a precipizio (occorsero circa 20.000 anni dall'inizio della formazione di ciascuna diga sino alla sua distruzione). I coni di cenere e i resti delle colate laviche sono visibili nella zona del Toroweap, mentre i resti di alcune delle dighe oggi esistono sotto forma di rapide come le Lava Falls.

## La geologia recente, l'impatto umano e il futuro

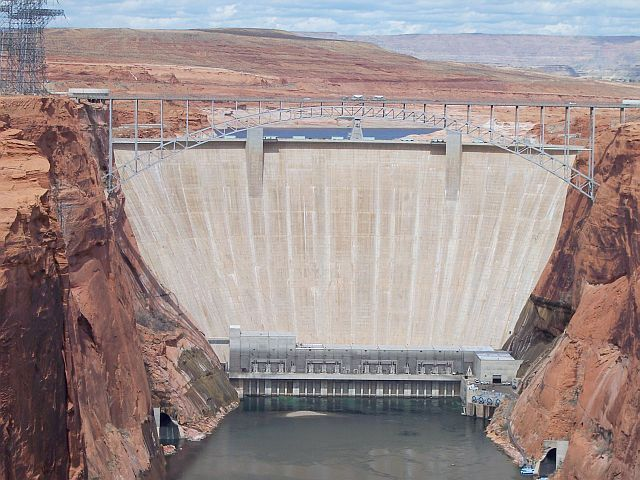
La Diga del Glen Canyon (Glen Canyon Dam) ha ridotto notevolmente la quantità di sedimenti trasportati dal fiume Colorado attraverso il Grand Canyon.

La fine delle ere glaciali del Pleistocene e l'inizio dell'Olocene cominciarono a cambiare il clima della zona da quello pluviale, fresco e umido, a condizioni semi-aride più asciutte simili a quelle odierne (sebbene gran parte del bordo allora, come ora, ricevesse abbastanza precipitazioni da sostenere grandi foreste). Con meno acqua per scavare, la capacità erosiva del Colorado fu grandemente ridotta (le rocce della Gola Interna inoltre sono relativamente resistenti all'erosione). I processi di movimenti franosi cominciarono così a divenire relativamente meno importanti di quanto fossero prima, creando strapiombi più ripidi e ampliando ulteriormente il Grand Canyon e il suo sistema di canyon tributari.
In tempi moderni, la costruzione della Diga del Glen Canyon (Glen Canyon Dam) e di altre dighe ancora più a monte hanno regolato il flusso del fiume Colorado e hanno sostanzialmente ridotto la quantità di acqua e sedimenti che esso trasporta. Ciò ha diminuito la capacità del fiume di erodere le rocce, e la domanda di acqua è così grande che nella maggior parte degli anni il Colorado non raggiunge il suo delta nel Golfo di California.
La diga ha cambiato anche il carattere dell'acqua del fiume. Un tempo caldo e insieme fangoso, con soltanto il fondo in grado di alimentare i pesci, il fiume è ora limpido e freddo e mantiene trote trapiantate. Ciò a sua volta ha mutato gli schemi migratori delle aquile calve, che in precedenza erano solite attraversare il canyon dirette verso siti di pesca favorevoli a valle del fiume, ma che ora usano il fiume come loro sito stagionale di alimentazione.
Circa 45 terremoti avvennero nel o vicino al Grand Canyon negli anni novanta. Di questi, cinque registrarono tra il 5,0 e il 6,0 sulla scala Richter. Dozzine di faglie attraversano il canyon, di cui almeno parecchie attive negli ultimi 100 anni.
Il gradiente fluviale del Colorado è ancora abbastanza ripido da suggerire che il fiume potrebbe scavare ancora da 400 a 600 m, assumendo che nel futuro geologico non vi sia alcun sollevamento addizionale. Ciò non tiene conto dell'impatto umano, che tenderebbe a rallentare il tasso di erosione.

### Opere citate
In ordine di uso più frequente.

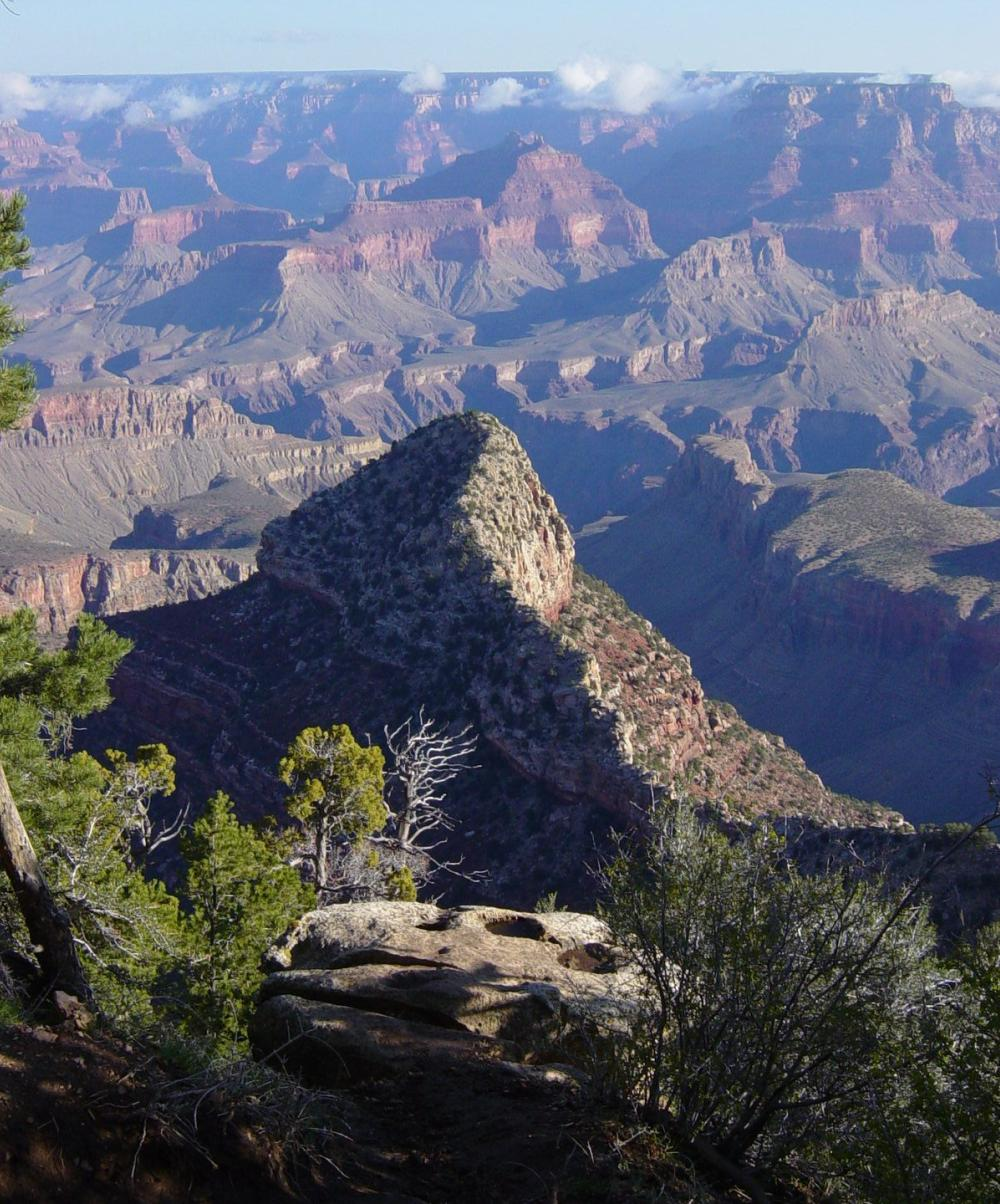
Il Grand Canyon da un sentiero sotto Grandview Point

- Geology of National Parks: Fifth Edition, Ann G. Harris, Esther Tuttle, Sherwood D. Tuttle (Iowa, Kendall/Hunt Publishing; 1997) ISBN 0-7872-5353-7
- Geology of U.S. Parklands: Fifth Edition, Eugene P. Kiver, David V. Harris (New York; John Wiley & Sons; 1999; pp. 397–409) ISBN 0-471-33218-6
- Kaibab.org, Grand Canyon Rock Layers, The Geology of the Grand Canyon (visitato il 19-20 marzo 2005)
- Secrets in The Grand Canyon, Zion and Bryce Canyon National Parks: Third Edition, Lorraine Salem Tufts (North Palm Beach, Florida; National Photographic Collections; 1998) ISBN 0-9620255-3-4
- Grand Canyon: The Continuing Story, Connie Rudd (KC Publishing, Inc.; 1990) ISBN 0-88714-046-7
- The Colorado River Super Guide Map of the Grand Canyon, Bronze Black (Flagstaff, Arizona; Dragon Creek Publishing; 2003)
- Geology of Grand Canyon National Park, North Rim by Annabelle Foos (PDF), su www2.nature.nps.gov. URL consultato il 2 maggio 2007 (archiviato dall'url originale il 10 ottobre 2008).
- "Grand Canyon: Solving Earth's Grandest Puzzle", James Lawrence Powell (Pi Press 2005) ISBN 0-13-147989-X